# Epifanio Ridruejo
Epifanio Ridruejo Botija (Soria, 11 de junio de 1899-Madrid, 8 de mayo de 1986) fue un banquero y político español, primo del escritor y político falangista Dionisio Ridruejo y padre de la socialité Pitita Ridruejo.
Su familia estuvo involucrada en la agricultura y la ganadería. Ridruejo Botija ocupó varios cargos, incluyendo ser procurador en las Cortes franquistas y subgobernador del Banco de España. También fue una figura prominente en la Guerra Civil Española, con documentos disponibles en múltiples archivos relacionados con su participación en el conflicto. En 1962 fue galardonado con la Gran Cruz de la Orden Civil de Alfonso X el Sabio. Fue enterrado en el cementerio del Espino.